# ITF Brescia
Das ITF Brescia ist ein Tennisturnier der ITF Women’s World Tennis Tour, das in Brescia ausgetragen wird.
Offizielle Namen der Turniere bis heute:
- 2008–2010: Torneo Internazionali Forza e Costanza 1911
- 2011–: Internazionali Femminili di Brescia (Tennis)

## Siegerliste

### Einzel
| Jahr | Kategorie | Siegerin                  | Finalgegnerin           | Ergebnis       |
| ---- | --------- | ------------------------- | ----------------------- | -------------- |
| 2008 | $10.000   | Lisa Sabino               | Patricia Mayr           | 6:3, 6:3       |
| 2009 | $10.000   | Iryna Burjatschok         | Anna-Giulia Remondina   | 6:3, 6:3       |
| 2010 | $25.000   | Naomi Cavaday             | Andrea Hlaváčková       | 6:2, 6:4       |
| 2011 | $25.000   | Iryna Burjatschok         | Giulia Gatto-Monticone  | 6:72, 6:2, 6:2 |
| 2012 | $25.000   | Anna Karolína Schmiedlová | Beatriz García Vidagany | 6:3, 6:2       |
| 2013 | $25.000   | Viktorija Golubic         | Anastasia Grymalska     | 6:4, 6:4       |
| 2014 | $25.000   | Aljaksandra Sasnowitsch   | Renata Voráčová         | 6:4, 6:1       |
| 2015 | $50.000   | Stephanie Vogt            | Andrea Gámiz            | 7:63, 6:4      |
| 2016 | $50.000   | Karin Knapp               | Jesika Malečková        | 6:1, 6:2       |
| 2017 | $60.000   | Polona Hercog             | Hanna Posnichirenko     | 6:2, 7:5       |
| 2018 | $60.000   | Kaia Kanepi               | Martina Trevisan        | 6:4, 6:3       |
| 2019 | W60       | Jasmine Paolini           | Diāna Marcinkēviča      | 6:2, 6:1       |
| 2022 | W60       | Ángela Fita Boluda        | Despina Papamichail     | 6:2, 6:0       |
| 2023 | W60       | Katarina Sawazka          | Julija Hatouka          | 6:4, 6:2       |

### Doppel
| Jahr | Kategorie | Siegerinnen                             | Finalgegnerinnen                       | Ergebnis          |
| ---- | --------- | --------------------------------------- | -------------------------------------- | ----------------- |
| 2008 | $10.000   | Elena Pioppo Lisa Sabino                | Elisa Belleri Agnese Zucchini          | 3:3 Aufgabe       |
| 2009 | $10.000   | Iryna Burjatschok Marlot Meddens        | Elena Pioppo Lisa Sabino               | 6:4, 2:6, [14:12] |
| 2010 | $25.000   | Naomi Cavaday Anastassija Piwowarowa    | Iryna Kurjanowitsch Walerija Sawinych  | 6:3, 6:75, [10:8] |
| 2011 | $25.000   | Karen Castiblanco Fernanda Hermenegildo | Evelyn Mayr Julia Mayr                 | 4:6, 6:3, [10:6]  |
| 2012 | $25.000   | Corinna Dentoni Diāna Marcinkēviča      | Tereza Mrdeža Maša Zec Peškirič        | 6:2, 6:1          |
| 2013 | $25.000   | Monique Adamczak Yurika Sema            | Réka-Luca Jani Irina Chromatschowa     | 6:4, 7:5          |
| 2014 | $25.000   | Sanaz Marand Florencia Molinero         | Louisa Chirico Asia Muhammad           | 6:4, 4:6, [10:8]  |
| 2015 | $50.000   | Laura Siegemund Renata Voráčová         | María Irigoyen Stephanie Vogt          | 6:2, 6:1          |
| 2016 | $50.000   | Deborah Chiesa Martina Colmegna         | Cindy Burger Stephanie Vogt            | 6:3, 1:6, [12:10] |
| 2017 | $60.000   | Julia Glushko Priscilla Hon             | Montserrat González Ilona Kremen       | 2:6, 7:64, [10:8] |
| 2018 | $60.000   | Cristina Dinu Hanna Posnichirenko       | Alexandra Panowa Anastassija Pribylowa | 6:3, 7:66         |
| 2019 | W60       | Andrea Gámiz Paula Cristina Gonçalves   | Anastasia Grymalska Giorgia Marchetti  | 6:3, 4:6, [12:10] |
| 2022 | W60       | Nuria Brancaccio Lisa Pigato            | Schibek Qulambajewa Diāna Marcinkēviča | 6:4, 6:1          |
| 2023 | W60       | Mai Hontama Moyuka Uchijima             | Alena Fomina-Klotz Olivia Tjandramulia | 6:1, 6:0          |

## Quelle
- ITF Homepage